# Европа (спътник)
Вижте пояснителната страница за други значения на Европа.
Европа е четвъртият по големина естествен спътник на Юпитер и най-малкият от четирите галилееви луни. Носи името на Европа, дъщерята на финикийския цар Агенор, отвлечена според мита от бога на мълниите в древногръцката митология Зевс, който се преобразил като бик. Името е предложено от Симон Мариус скоро след откриването на спътника, но не навлиза в широка употреба до средата на 20 век. Дотогава Европа е била известна под името Юпитер 2 или вторият спътник на Юпитер. Европа или Юпитер 2, е най-малката от четирите галилейски луни, обикалящи около Юпитер, и шестата най-близка до планетата от всичките 79 известни луни на Юпитер. Това е и шестата по големина луна в Слънчевата система. Европа е открита през 1610 година. от Галилео Галилей и е кръстена на Европа, финикийската майка на крал Минос от Крит и любителка на Зевс (гръцкият еквивалент на римския бог Юпитер).  Малко по-малка от Луната на Земята, Европа е направена предимно от силикатна скала и има водно-ледена кора и вероятно желязо-никелова сърцевина. Той има много тънка атмосфера, съставена предимно от кислород. Повърхността му е набраздена от пукнатини и ивици, но кратерите са относително малко. В допълнение към наблюденията на телескопи, свързани със Земята, Европа беше изследвана чрез последователност от космически сонди, първите, които се случиха в началото на 70-те години.
Европа има най-гладката повърхност от всички известни твърди обекти в Слънчевата система. Привидната младост и гладкостта на повърхността са довели до хипотезата, че под повърхността съществува воден океан, който би могъл да приюти извънземен живот. Преобладаващият модел предполага, че топлината от приливното огъване кара океана да остане течен и задвижва движението на леда, подобно на тектониката на плочите, абсорбирайки химикали от повърхността в океана отдолу. Морската сол от подземния океан може да покрива някои геоложки характеристики на Европа, което предполага, че океанът взаимодейства с морското дъно. Това може да е важно за определяне дали Европа може да бъде обитаема.  В допълнение, космическият телескоп Хъбъл открива струи водни пари, подобни на тези, наблюдавани на луната на Сатурн Енцелад, за които се смята, че са причинени от изригване на криогейзери. През май 2018 г. астрономите предоставиха подкрепящи доказателства за активността на водни струи в Европа, въз основа на актуализиран анализ на данните, получени от космическата сонда „Галилео“, която обикаляше около Юпитер от 1995 до 2003 г. Такава дейност на шлейф може да помогне на изследователите в търсенето на живот от подземен Европеански океан, без да се налага да кацне на Луната. Мисията „Галилео“, стартирана през 1989 г., предоставя по-голямата част от текущите данни за Европа. Никой космически кораб все още не е кацнал на Европа, въпреки че имаше няколко предложени мисии за проучване. Юпитер с ледена лунна експлоатация (JUICE) на Европейската космическа агенция е мисия до Ганимед, която трябва да бъде стартирана през 2022 г. и ще включва два прелета на Европа. Планираният от НАСА Европа Клипер трябва да бъде пуснат на пазара през 2024 година.

## Откритие и наименуване
Европа, заедно с трите други големи луни на Юпитер, Йо, Ганимед и Калисто, е открита от Галилео Галилей на 8 януари 1610 година. И вероятно независимо от Симон Мариус. Първото съобщено наблюдение на Йо и Европа е направено от Галилей на 7 януари 1610 г. с помощта на пречупващ телескоп с увеличение 20 × в Университета в Падуа. В това наблюдение обаче Галилей не може да раздели Йо и Европа поради ниското увеличение на телескопа си, така че двете са записани като една единствена светлинна точка. На следващия ден, 8 януари 1610 година, (използван като дата на откриване на Европа от IAU), Йо и Европа бяха видени за първи път като отделни тела по време на наблюденията на Галилей над системата Юпитер. Европа е съименник на Европа, дъщеря на тирския крал, финикийска благородница в гръцката митология. Както всички галилейски спътници, Европа е кръстена на любител на Зевс, гръцкия аналог на Юпитер. Европа е ухажвана от Зевс и става кралица на Крит. Схемата за именуване е предложена от Саймън Мариус, който преписва предложението на Йоханес Кеплер: 
... Първо, три млади жени, заловени от Юпитер за тайна любов, ще бъдат почитани, [включително] Европа, дъщерята на Агенор ... Втората [луна] се нарича от мен Европа ... Йо, Европа, момчето Ганимед и Калисто много зарадваха похотливия Юпитер. 
Имената изпаднаха в немилост за дълго време и бяха възродени в обща употреба едва в средата на 20-ти век. В голяма част от по-ранната астрономическа литература Европа се нарича просто с римските си цифри като Юпитер II (система, въведена и от Галилей) или като „втори спътник на Юпитер“. През 1892 година. откритието на Амалтея, чиято орбита се намира по-близо до Юпитер от тази на галилейските луни, избутва Европа на трета позиция. Сондите на Вояджър откриха още три вътрешни спътника през 1979 година., така че Европа сега се счита за шести спътник на Юпитер, въпреки че все още се нарича Юпитер II. Прилагателната форма се стабилизира като Европеански.

## Орбита и ротация
Европа обикаля около Юпитер за малко повече от три дни и половина, с орбитален радиус от около 670 900 km.  Подобно на своите спътници от Галилея, Европа е прилепнала до Юпитер, като едно полукълбо на Европа постоянно е обърнато към Юпитер. Поради това на повърхността на Европа има под-Юпитериева точка, от която Юпитер изглежда да виси директно над главата. Основният меридиан на Европа е линия, минаваща през тази точка. Изследванията показват, че блокирането на приливите и отливите може да не е пълно, тъй като е предложено несинхронно въртене: Европа се върти по-бързо, отколкото обикаля, или поне го е правила в миналото. Това предполага асиметрия във вътрешното разпределение на масата и че слой подпочвена течност отделя ледената кора от скалистата вътрешност.

Лекият ексцентрицитет на орбитата на Европа, поддържан от гравитационните смущения от другите галилейци, причинява под-Юпитериевата точка на Европа да се колебае около средна позиция. Тъй като Европа се доближава малко до Юпитер, гравитационното привличане на Юпитер се увеличава, което води до удължаване на Европа към и от нея. Тъй като Европа се отдалечава леко от Юпитер, гравитационната сила на Юпитер намалява, което кара Европа да се отпусне обратно в по-сферична форма и създава приливи и отливи в океана. Орбиталният ексцентрицитет на Европа непрекъснато се изпомпва от резонанса на средното му движение с Йо. По този начин приливното огъване омесва вътрешността на Европа и му дава източник на топлина, което вероятно позволява на океана да остане течен, докато задвижва геоложните процеси на повърхността. Крайният източник на тази енергия е въртенето на Юпитер, което се улавя от Йо чрез приливите и отливите, които издига на Юпитер и се прехвърля в Европа и Ганимед чрез орбиталния резонанс.

## Физически характеристики
Европа има съдържание, подобно на земеподобните планети, и се състои предимно от силикатни скали. Повърхностният ѝ слой от замръзнали газове е дебел около 100 км лед. Смята се, че долните му слоеве са разтопени и може би формират обширен океан. Измерванията на магнитното поле на спътника от Галилео показват, че то се поражда от взаимодействието с магнитното поле на Юпитер и предполага наличието на вероятен солен и подвижен океан. Европа вероятно съдържа малко метално ядро.

### Повърхност
Повърхността на Европа е изключително гладка и на нея има само няколко местности с височина над 300 метра. Наблюдаваните тъмни линейни черти са по-скоро вследствие на различен цвят на повърхностния материал, отколкото на релеф. На повърхността на спътника има само три кратера с диаметър по-голям от 5 км. Албедото на планетата е измежду най-големите сред естествените спътници в Слънчевата система. Тези два факта говорят, че повърхността на спътника е млада и активна – въз основа на честотата на сблъсъци с комети се прави заключение, че е на не повече от 30 милиона години.
Температурата на повърхността на спътника е 110 K на екватора и 50 K на полюсите, което прави ледът на повърхността изключително твърд. Най-големите кратери на повърхността изглежда са запълнени с гладък и пресен лед. За гладкия лед се предполага, че се е формирал при „пропукване“ на замръзналата повърхност под удара на комета или астероид и изтичане на вода към повърхността.
Най-голямата забележимост на повърхността са тъмните линейни черти, простиращи се по цялата дължина на спътника. Смята се, че тези черти са пукнатини в ледената кора, която плава върху течния океан, намиращ се отдолу. При наблюдения от апарата Галилео било установено, че замръзналите плочи от лед се преместват една спрямо друга по дължината на пукнатитните. Типичната пукнатина е около 20 km широка и е набраздена надлъжно и в центъра ѝ се намира по-лек материал, за който се счита, че е криовулканични изригвания на вода. Този процес е подобен на протичащия в подокеанските хребети, по продължителността на които се образува нова кора. Счита се, че за пукнатините на спътника са отговорни приливните сили на Юпитер, които причиняват огъвания на повърхността, достигащи до 30 m. За сравнение океанските приливи на Земята са от порядъка на 50 cm, а земната кора не се огъва под въздействието на Луната на повече от няколко милиметра. От факта, че Европа се върти синхронно с Юпитер, би следвало всички пукнатини да формират определена мрежа, неизменяща се с времето. В реалността обаче ориентацията на пукатините се променя и за причина за това явление се счита фактът, че повърхностната кора от лед плува върху разтопения океан, намиращ се между нея и кората. Сравнения между изследванията на апаратите Вояджър и Галилео показват, че ледената повърхност бавно се завърта спрямо скалното ядро на спътника с период от поне 10000 години.
Друг вид забележителности на повърхността на Европа са кръгови и елиптични лентикули („лунички, петънца“ на латински), някои от които са изпъкнали, други вдлъбнати, а трети не се отличават по височина от заобикалящия ги терен. За изпъкналите или куполовидни петна се счита, че са се образували вследствие на издигането на лед с по-висока температура към повърхността. Гладките тъмни петна са се образували от замръзването на вода, избила към повърхността на спътника вследствие на издигане и потъване на ледени блокове. Неправилните терени като Conamara Chaos се образуват след замръзването на течна вода около плуващи в нея блокове лед.

### Атмосфера
Наблюдения от телескопа Хъбъл показват, че Европа има тънка атмосфера, състояща се от кислород с налягане от 1 микропаскал. За кислорода се знае със сигурност, че не е продукт на биологична дейност като този на Земята, а вероятно се поражда вследствие разграждането на молекули вода от повърхността на спътника под въздействието на слънчевия вятър или на заредени частици от магнитното поле на Юпитер. Гравитацията на Европа успява да задържи само известно количество кислород, докато водородът, който е много по-лек, бързо напуска спътника.

### Океан под повърхността
Орбиталният модул на Галилео открива слабо магнитно поле на Европа с интензивност от порядъка на 1/4 от това на Ганимед и сравнимо с това на Калисто, което варира периодично в зависимост от движението на спътника в магнитното поле на Юпитер. На 2 март 1998 г. НАСА обявява, че счита това явление за доказателство за наличието на електропроводим материал под повърхността на Европа, най-вероятно океан, съдържащ разтворени соли. Спектрографски изследвания на тъмните пукнатини по повърхността разкриват, че те са богати на соли като магнезиев сулфат, отложени след изпарението на водата, която е излязла на повърхността. Подозира се, че червеникавият цвят на пукнатините се дължи на серни и железни съеднинения.
Според една хипотеза в океаните под повърхността на Европа (ако те наистина съществуват) вероятно има живот, подобен на този при земните дълбоководни хидротермални комини или антарктическото езеро Восток. Няма доказателства, които да подкрепят тази хипотеза, но все пак се полагат усилия да се избегне всяка възможност за заразяване. Мисията на „Галилео“ е приключена през септември 2003, като корабът е оставен да падне върху Юпитер и да се разруши при удара. Ако просто го бяха изоставили, нестерилизираният кораб би паднал в бъдещ момент върху Европа и би я заразил със земни микроорганизми. Внасянето на такива микроорганизми би направило невъзможно да се определи дали Европа някога е имала свой собствен местен живот и би унищожило завинаги един такъв живот, ако съществува.

## Европа в киното и фантастиката
- Европа заема централно място в книгата на Артър Кларк „2010: Одисея Две“ както и в едноименния филм. Извънземна цивилизация преобразува Юпитер в звезда, предоставяща топлина за развитието на примитивни живи организми на Европа.
- В романа на Грег Беър от 1987 г. „Ковачницата на Господ“ Европа е разрушена от извънземни с цел тераформиране на планети.
- Научнофантастичният филм от 2013 г. Europa Report разказва за въображаемата първа мисия на космонавти до Европа в търсене на живот в течната водна среда, предполагаемо налична под ледената кора, образуваща повърхността на планетата.